# Creek Tower
Ne doit pas être confondu avec Dubai Creek Tower.
La Creek Tower est un gratte-ciel résidentiel construit en 2014 Abou Dabi. Il s'élève à 172 mètres pour 50 étages.